# 한국법률문화상
한국법률문화상은 법조실무나 법률학 연구를 통하여 인권옹호, 법률문화의 향상 또는 법률문화교류에 현저한 공로가 있는 사람에 대하여 그 업적을 치하하고 공로를 현양할 목적으로 대한변호사협회가 수여하는 법조계 최고 권위의 상이다. 대한변호사협회 창립기념일에 시상하며 1989년부터 법의 지배를 위한 변호사대회를 개최하여 시상한다. 당초 1965년 11월 13일에 법조계와 법학계에서 법률문화향상과 법률문화연구 창작 실천을 장려할 목적으로 실무연구저술 등 활동을 통해 사법제도 및 법률사무개선, 인권옹호, 법률문화교류 등 공로가 있는 인사에게 50만원의 상금을 수여할 목적으로 매년 10월말에 수상자를 발표하기로 했으나 1969년에 첫번째 수상자가 배출되었다.

## 역대 수상자
- 1969년 제1회 상사법 분야에서 연구, 저술, 교육에 대한 업적을 평가받았으며 특히 《부보상》, 《객주》, 《수표어음법》을 저술한 상법학자 박원선[3]
- 1970년 제2회 서울형사지방법원 형사2과장 고일석
- 1971년 제3회 1969년 펴낸 《혼인법연구》 등 논문을 통해 신분 관계법 연구에 업적을 쌓았던 가족법학자 김주수[4]
- 1972년 제4회 1956년 8월 가정법률상담소 설립한 이래 16년간 무료로 가정법률상담을 하고 여성인권옹호, 한국이혼제도연구 등을 저술한 변호사, 여성운동가 이태영[5]
- 1973년 제5회 1950년부터 1964년 11월까지 서울지검 검사, 국무총리 비서관, 전주지검 차장검사, 서울지검 부장검사 등으로 재직하다 퇴직하여 변호사를 하면서《백만인의 법률상담》《교육자의 법률》《주석 형사소송법》《서식 형사소송법》《수사기술》의 저술과 《검사동일체의 원칙》 등 100여편의 논문을 발표한 변호사·법률문화연구회장 이용훈[6]
- 1974년 제6회 현직 법관으로 있으면서 국제대학 서울신학대학 등에서 강의하며 《판례실무 민사소송법》등 다수의 저서와 논문을 발표하고 기독교 조회 간사로서 수감자들을 위해 헌신한 서울민사지방법원 부장판사 김상원[7]
- 1975년 제7회 서울대학교 법과대학 학장 김증한
- 1976년 제8회 변호사 김용진
- 1977년 제9회 1975년 건국대에서 법학박사학위를 받았으며 <조세법 연구>라는 책을 저술해 조세법의 발전과 비교연구에 기여한 대검찰청 특수부 4과장 이종남[8]
- 1978년 제10회 변호사 김종수· 변호사 이재성
- 1979년 제11회 경북대학교 총장 서돈각·서울고등법원 부장판사 김진우 (1932년)
- 1980년 제12회 1956년 이후 건국대, 성균관대, 중앙대, 연세대 등에서 법학 교수를 하면서 상법 분야에 많은 저서와 논문, 번역물을 펴내고 1979년 2월 이래 한국상사법학회 회장으로서 법률문화의 보급과 창달에 큰 업적을 쌓은 연세대학교 교수, 한국상사법학회 회장 손주찬[9]
- 1981년 제13회 형법 연구와 학생 지도 및 후진 양성하고 연세대 산하 법률구조상담소를 운영하는 등 사회봉사에 공헌한 연세대학교 교수 정영석[10]
- 1982년 제14회 1955년부터 서울대학교 법과대학 교수를 하면서 현재 한국노동법학회장, 국제법률가협회 이사장, 한국법학원 부원장으로 활약하며 노사문제에 특히 관심을 갖고 한국의 노동법학을 개척한 서울대학교 법과대학 학장 김치선[11]
- 1983년 제15회 청주대학교 교수 김현태·변호사 김도창
- 1984년 제16회 1935년 평양지방법원 검사국 검사로 출발하여 서울고등검찰청 검사장을 역임한 변호사 최대교·1943년 광주지방법원 판사를 시작으로 1961년 대법원 판사를 역임한 변호사 방순원[12]
- 1985년 제17회 후진양성과 많은 법학 관계 연구 저작을 펴냈던 서울대학교 교수 김기두·법률구조협의회 위원장으로 인권옹호에 기여한 변호사 김선[13]
- 1986년 제18회 변호사 이홍규·변호사 강안희·서울대학교 교수 박병호[14]
- 1987년 제19회 서울대학교 교수 곽윤직
- 1988년 제20회 변호사 김정규
- 1989년 제21회 대법관 박우동
- 1990년 제22회 변호사 최광률
- 1991년 제23회 40년간 행정법 연구저서와 논문을 발표한  고려대학교 교수 윤세창[15]
- 1992년 제24회 헌법학자로서 헌법상에 보장된 국민 기본권을 보장하고 구현하는 문제를 주로 다룬 서울대학교 교수 김철수 (1933년)[16]
- 1993년 제25회 60여편 논문 발표 등 사법제도의 개혁과 각종 법률의 제·개정을 위해 활발한 연구활동을 해온 변호사, 한국법학원 원장 문인구[17]
- 1994년 제26회 법조에 몸을 담은 1950년부터 인권옹호와 사회정의 실현에 힘쓴 대한민국의 헌법재판소장 조규광[18]
- 1995년 제27회 국선변호를 통한 형사 피고인의 인권옹호에 앞장서고 무료변룐, 무료법률상담 등 서민의 권리구제에 기여한 변호사 기세훈[19]
- 1996년 제28회 변호사 계창업
- 1997년 제29회 법원도서관장 강봉수 (법조인)
- 1998년 제30회 서울대학교 교수 송상현 (1941년)[20]
- 1999년 제16차 아시아, 태평양지역법률가협회 총회(LAWASIA) 관계로 한 해 쉼
- 2000년 제31회 변호사 이시윤
- 2001년 제32회 고려대학교 교수 이기수 (1945년)
- 2002년 제33회 국민대학교 총장 정성진 (1940년)
- 2003년 제34회 권인숙 성고문 재정신청 사건과 강기훈 유서대필 사건 등 1980년대 주요 공안사건 변론을 맡는 등 인권변호사로서 인권옹호에 앞장선 변호사 유현석[21]
- 2004년 제35회 한국법학원 이사, 대한변협이사, 상사중재위원, 대한공증협회장 등으로 법조 발전을 위해 왕성한 활동을 해왔으며, 특히 '선하증권에 관한 최신 판례연구' 및 '회사법의 제문제' 등의 논문 발표와 학술활동을 통해 상사법 분야 발전에 크게 힘써온 변호사 김교창[22]
- 2005년 제36회 1983년9월 서울민사지법 부장판사 겸 사법연수원 교수를 거쳐 변호사로 개업한 이후 서울변호사회 소속회원으로 활동하면서 법조후진 양성을 위한 지도교육을 비롯하여 합리적이고 효율적인 법률 제·개정을 위한 조사연구 및 입법건의 등에 헌신적으로 진력하여 후배 법조인들에게 모범이 되었을 뿐만 아니라 참다운 변호사상을 구현하고 국민생활의 편의도모 및 인권신장, 법률문화 발전에 앞장서는 등 법조계의 발전에 기여하였고 서울변호사회 법제위원장을 할 때 매주 판례연구발표회를 주도하는가 하면 ‘변호사’등의 법률실무연구지에 많은 논문발표와 각종 법률안에 대한 의견을 마련, 제시한 김광년[23]
- 2006년 제37회 국제해양법재판소 재판관 박춘호
  - 1999년 1월 발효된 새 한일어업협정 체결 때 외무부 자문위원 대표로 활동하면서 "독도를 한국과 일본의 중간수역에 두도록 조언하고, 배타적 경제수역(EEZ) 협정과 관련해서도 독도 기점이 아닌 울릉도 기점을 주장했으며, 일본의 독도 영유권 주장에 무시하고 대응하지 않는 게 유리하다는 주장을 폄으로써 일본이 독도에 대한 권리를 주장할 수 있는 단서를 제공했다"고 대한변호사협회 독도특위 변호사에서 수상 취소를 요구[24]
- 2007년 제38회 30년간 법관으로 재직하면서 형사소송법에 기소 전 보석제도를 신설해 부당한 인신구속을 막고 형사 절차에 있어서 국민의 기본권 신장에 기여한 변호사 권성[25]
- 2008년 제39회 법조 실무계와 학계의 교류, 법률문화 발전, 법조후진 양성 등에 이바지한 이화여자대학교 교수 이재상[26]
- 2009년 제40회 건전한 로펌문화의 확립을 통해 한국의 법률문화발전과 후배 양성에 이바지한 변호사 이태희[27]
- 2010년 제41회 40년 간 북한법 연구에 몰두, 법학연구의 지평을 넓힌 국민대학교 교수 장명봉[28]
- 2011년 제42회 변호사 김용준
- 2012년 제43회 변호사 일제 강점기에서 현재에 이르기까지 역대 법조인들의 전기 자료를 수집해 1997년 '법조비화 100선', 1998년 '잊을 수 없는 법조인', 1999년 '한국법조인 비전', '33인의 법조인상', 2001년 '한국의 법조인' 1~2권, 2002년 '법조 50년 야사(上·下)', 2004년 '법조의 길 법조인의 삶', 2005년 '법조약전', '사건으로 본 법조 100년' 등의 저서를 발간한 김이조[29]
- 2013년 제44회 2008년 ICTY 부소장으로 선출돼 국위를 선양했고 ICTY에 대한민국 판사의 펠로 근무 제도를 도입하는 등 대한민국 법조인의 국제무대 진출에 기여한 ICTY 재판관 권오곤[30]
- 2014년 제45회 일본군 위안부 할머니들의 헌법소원을 대리해 2011년 국가가 위안부 문제를 해결하지 않는 것은 위헌이라는 헌법재판소 결정과 2012년에 일제 강제징용 피해자들에 대한 일본 기업의 배상 책임을 인정하는 첫 대법원 판결을 받아냈던 최봉태[31]
- 2015년 제46회 모교에서 후학을 지도하며 가정형편이 어려운 학생들을 위해 사재를 털어 1억여원의 장학금을 남몰래 기부하는 등 '청빈 법조인'의 대명사로 존경받은 조무제
- 2016년 제47회 세계적인 법철학자 한스 켈젠에 대한 연구 등 법실증주의에 따른 다수의 논문과 저서를 통해 한국적 현실에서 독자적 이론을 찾고자 했던 심헌섭[32]
- 2017년 제48회 조세법 분야의 권위자로, 기획재정부 세제발전심의위원회 위원, 국세청 법령해석심의위원회 위원, 서울지방국세청 고문변호사, 대한변호사협회 세제위원장 등을 역임하면서 조세행정 및 조세입법 개선에 많은 노력을 기울였던 소순무[33]
- 2018년 제49회 활발한 연구활동과 올바른 법 개정집행을 위한 각종 활동을 통해 우리 법률문화 발전에 현격히 이바지한 정찬형고려대학교 법학전문대학원 명예교수[34]